# Холт, Джорджия
Джо́рджия Холт (англ. Georgia Holt; настоящее имя — Дже́ки Джин Кра́уч (англ. Jackie Jean Crouch); 9 июня 1926[…], Кенсетт, Арканзас — 10 декабря 2022, Малибу, Калифорния) — американская актриса, певица и модель. Мать актрисы и певицы Шер и актрисы Джорджин Лапьер.

## Ранние годы
Джеки Джин Крауч родилась в Кенсетте, штат Арканзас. Её родителями были тринадцатилетняя Линда Инез Галли и Рой Мэллой Крауч, 21-летний пекарь. Она часто меняла место жительства, перемещаясь от одного родителя к другому, поэтому ей пришлось учиться в семнадцати разных школах. Отец научил её петь и играть на гитаре.

## Карьера
Холт пела на радио Оклахома-Сити, когда ей было шесть лет, а в 10 лет стала петь с Бобом Уиллсом, лидером группы Bob Wills and the Texas Playboys. Она выиграла несколько конкурсов красоты и талантов. У неё было несколько эпизодических ролей в кино и на телевидении в 1950-х годах. После появления в шоу талантов в июле 1978 года в клубе Studio One в Лос-Анджелесе, Майк Дуглас, Мерв Гриффин и Дина Шор стали приглашать Холт для участия в своих телевизионных ток-шоу.
В 2013 году Холт и Шер появились в ток-шоу «Ночное шоу с Джеем Лено» и «Шоу Эллен Дедженерес» для продвижения своего документального фильма Dear Mom, Love Cher и альбома Холт Honky Tonk Woman. Альбом, который включает в себя дуэт с Шер под названием «I’m Just Your Yesterday», был записан ещё в начале 1980-х годов, но выпущен только в 2013 году.

## Личная жизнь
Холт была замужем шесть раз, дважды за одним и тем же человеком. Первым мужем был Джон Саркисян, от которого родилась её первая дочь, певица Шер (род. 20 мая 1946). Её второй ребёнок — актриса Джорджин Лапьер (род. 7 сентября 1951). У Холт есть двое внуков, Чез Боно и певец Элайджа Блу Оллман.
Скончалась 10 декабря 2022 года в возрасте 96 лет.

## Фильмография
| Год  |   | Русское название           | Оригинальное название                    | Роль                |
| ---- | - | -------------------------- | ---------------------------------------- | ------------------- |
| 1950 | ф | Её собственная жизнь       | A Life of Her Own                        | модель в агентстве  |
| 1950 | ф | —                          | Watch the Birdie                         | подружка дедушки    |
| 1951 | ф | Основания для брака        | Grounds for Marriage                     | первая девушка      |
| 1951 | ф | Маленький дивиденд отца    | Father’s Little Dividend                 | гостья на вечеринке |
| 1952 | ф | Это выглядит красиво       | Lovely to Look At                        | модель              |
| 1955 | с | Приключения Оззи и Харриет | The Adventures of Ozzie and Harriet      | невеста             |
| 1955 | ф | Художники и модели         | Artists and Models                       | модель              |
| 1956 | с | Я люблю Люси               | I Love Lucy                              | модель Жака Марселя |
| 1956 | с | Театр Джейн Уайман         | Jane Wyman Presents The Fireside Theatre | н/д                 |
| 1966 | с | Шоу Люси                   | The Lucy Show                            | модель Жака Марселя |

## Дискография
- Honky Tonk Woman (2013)